# Andrainjato (Ambalavao)
Andrainjato è una città e comune del Madagascar situata nel distretto di Ambalavao, regione di Haute Matsiatra. 
La popolazione del comune rilevata nel censimento 2001 era pari a 6 200 unità.